# 崆峒水库
崆峒水库是中国甘肃省平凉市境内的一座水库，位于泾河上，建于1980年。水库正常库容为2230万立方米，集雨面积为597平方千米，海拔为1502米。